# چیرو گالوانی
چیرو گالوانی (ایتالیایی: Ciro Galvani؛ ۱۰ آوریل ۱۸۶۷ – ۲۹ ژانویه ۱۹۵۶) بازیگر اهل ایتالیا بود.
از فیلم‌هایی که وی در آن نقش داشته‌است، می‌توان به کشتی، روایت یک گناه، کاروان اسب‌سواران آتشین و شیپیو آفریکانوس: شکست هانیبال اشاره کرد.